# Veselin Vujović
Veselin Vujović (Cetinje, 1961. január 18. –) montenegrói nemzetiségű olimpiai bajnok jugoszláv válogatott kézilabdázó, edző. 1988-ban a világ legjobb játékosának választották.

## Pályafutása
Az 1980-as évek egyik legkiemelkedőbb játékosa volt. Játszott a kor legsikeresebb jugoszláv csapatában, a Metaloplastika Šabacban, amelynek játékosaként hét bajnoki címet szerzett, emellett kétszer (1985, 1986) a Bajnokok ligáját is megnyerte. Ezután öt szezont töltött a spanyol rekordbajnok FC Barcelonánál, amellyel a spanyol bajnoki címek mellett egyszer 1991-ben újra Bajnokok ligája győztes lett. Az 1984-es olimpián pályára lépett mind a hat mérkőzésen, összesen 28 gólt szerzett, és aranyérmes lett.
Edzői pályafutását 1995-ben kezdte korábbi csapatánál, a Metaloplastika Šabacnál. 2000-ben lett a spanyol BM Ciudad Real edzője, amellyel 2002-ben bejutott a Kupagyőztesek Európa-kupája döntőjébe. A döntőt a német SG Flensburg-Handewittel vívták, és az első mérkőzés lefújása után kialakult verekedésbe Vujović is belekeveredett. A dulakodásban megrúgta az ellenfél játékosát, Lars Christiansent, illetve egy másikat, Lars Krogh Jeppesent földre vitte. Az esetről készült felvételek alapján az EHF Vujovićot 2004 nyaráig eltiltotta, és 9500 eurós büntetést szabott ki rá, és csapata is felmondott neki.
A 2000-es évek közepén ő irányította Szerbia és Montenegró felnőtt és junior válogatottját is. A juniorokat 2005-ben világbajnoki címig vezette. A felnőttekkel elért legjobb eredménye Európa-bajnokságon 2006-ban egy hatodik hely, világbajnokságon pedig a 2005-ös ötödik helyezés. A 2006-os Európa-bajnokság középdöntőjének utolsó fordulójában a horvát válogatott volt Szerbia és Montenegró ellenfele. Szerbia és Montenegró válogatottja számára tét nélküli volt a mérkőzés, mivel semmiképp nem juthattak tovább, míg a horvát válogatott egy esetleges győzelemmel csoportelső is lehetett. Sterbik Árpád, Szerbia és Montenegró játékosa azt állította, hogy a mérkőzés előtti napon Vujović arra kérte játékosait, hogy veszítsék el a számukra már tét nélküli mérkőzést, mert ezt a szívességet a jövőben a horvátok viszonozhatják majd. Másnap a mérkőzés előtt az öltözőben Zoran Mičović, a Szerbiai Kézilabda-szövetség elnöke is erre kérte a játékosokat. A játékosok ezt visszautasították, de végül mégis vereséget szenvedtek.
2006-tól három évig a RK Vardar Szkopje trénere volt. 2008-ban a Kadetten Schaffhausen ellen vívott Kupagyőztesek Európa-kupája párharcot csapata. Az első mérkőzést hazai pályán 33–27-re nyerte csapata, a visszavágón viszont miután három játékosát is piros lappal kiállították, 25–33-ra elvesztették, így 60–58-as összesítéssel kiestek a kupából. A mérkőzés után Vujović a játékvezetőkre támadt, egyiküket meg is ütötte. Tettéért egyéves eltiltást és 3000 eurós pénzbírságot kapott.
Dolgozott edzőként Katarban és az Egyesült Arab Emírségekben is. 2014-ben visszatért Európába, és 2014-2016 között az RK Zagreb trénere lett, emellett 2015-től a szlovén válogatott szövetségi kapitánya. A 2017-es világbajnokságon bronzérmet nyert a szlovén válogatott szövetségi kapitányaként. 2018 nyarán lett a szerb bajnoki ezüstérmes, EHF-kupa és SEHA-liga induló RK Železničar 1949 vezetőedzője. 2019 szeptemberében az RK Zagreb vezetőedzőjének nevezték ki.
2022-ben az iráni válogatott szövetségi kapitánya lett, majd 2023-tól a válogatottba legtöbb játékost adó Sepahan S.C. vezetőedzőjévé is kinevezték. A 2023-as világbajnokságon a csoportkörben Chilét legyőzve továbbjutottak a csoportból, a középdöntőben már újabb pontokat nem gyűjtöttek és végül a 24. helyen végeztek. 2023 októberében a térségben uralkodó politikai feszültségek miatt lemondott posztjáról. 2024 februárjában átvette a horvát RK Nexe Našice irányítását. Áprilisban az RK Zagreb elleni bajnoki mérkőzésen egy vitatott szituáció ellen hevesen hevesen tiltakozott a kispadon. Az indulatok csillapítása érdekében a mérkőzés delegátusa is közbelépett, akit Vujović egyik játékosa, Marko Bezjak megütött emiatt zúzódásokat szenvedett, és kórházba kellett szállítani. A mérkőzést félbeszakították és többek között Vujović ellen is fegyelmi eljárást indított a Horvát Kézilabda-szövetség. Két héttel később újabb pontot vesztett csapata a Poreč ellen hazai pályán, amiután benyújtotta lemondását és ezt klubja el is fogadta.
2024 augusztusában bejelentették, hogy átveszi a katari válogatott irányítását.

## Sikerei

### Játékosként
- Olimpiai bajnok: 1984
  - Olimpiai bronzérmes: 1988
- Világbajnok: 1986
  - Ezüstérmes: 1982
- Európa-bajnoki bronzérmes: 1996
- 7-szeres jugoszláv bajnok
- 4-szeres spanyol bajnok
- 3-szoros Bajnokok ligája győztes
- 1-szeres EHF-kupa győztes
- 1988-ban a világ legjobb kézilabdázója

### Edzőként
Jugoszláv válogatott
- Olimpiai 4. helyezett: 2000

Ciudad Real
- Kupagyőztesek Európa-kupája győztes: 2002, 2003

Szerbia és Montenegró válogatottja
- Junior világbajnok: 2005

RK Vardar Szkopje
- Macedón bajnok: 2007, 2009, 2013
- SEHA-liga győztes: 2012

Al Saad
- Katari bajnokság győztese: 2010

RK Zagreb
- Horvát bajnok: 2015, 2016

Szlovén férfi kézilabda-válogatott
- Világbajnokság bronzérmese: 2017